# الاستفتاء الرئاسي العراقي 1995
الاستفتاء الرئاسي العراقي 1995 أجري يوم الأحد الموافق 15 أكتوبر من العام نفسه. وكانت تلك أول انتخابات رئاسية في ظل حكم صدام حسين الذي تولى السلطة عن طريق مجلس قيادة الثورة في 1979. واتخذت الانتخابات شكل الاستفتاء بدون أي مرشح آخر وتضمنت الانتخابات اعطاء الناخبين بطاقات اقتراع تسألهم: «هل توافق على أن يكون الرئيس صدام حسين رئيساً للجمهورية؟» ومن ثم يستخدمون أقلام للإجابة ب«نعم» أو «لا». في اليوم التالي، أعلن عزت إبراهيم الدوري نائب رئيس مجلس قيادة الثورة الحاكم أن الرئيس فاز بأصوات 99.96% من بين 8.4 مليون صوت صحيح. وقد صوت 3,052 شخص بضد (منهم 45 في بغداد)، وكانت نسبة الاقبال 99.47%. شكك المجمتع الدولي على نطاق واسع بهذه الأرقام.

## ردود الفعل
- اعتبر الزعيم الليبي معمر القذافي أن نتائج الاستفتاء الرئاسي في العراق تشكل «صفعة» للدول الغربية. وقال أن «الشعب العراقي وجه صفعة تاريخية للغرب وعملائه. وعلى الغرب أن يأخذ الدرس التاريخي المستفاد إذا أراد أن يصحح تاريخه».[4]
- رأى مسؤول في وزارة الخارجية الكويتية فوز الرئيس صدام حسين في الاستفتاء الرئاسي محاولة «احتيالية لتصوير حكمه على أنه ديمقراطي». وأضاف «لم يكن الاقتراع سرياً ولا دقيقاً ومن ثم فأنه مزور».[4]
- سخر المطالب بعرش العراق الشريف علي بن الحسين من الاستفتاء واعتبره «مهزلة وتمثيلية تدل على بؤس النظام وتخبطه وكذبه على الشعب».[4]

## النتائج
| الاختيار                  | الأصوات   | %     |
| ------------------------- | --------- | ----- |
| موافق                     | 8,348,700 | 99.99 |
| معارض                     | 984       | 0.01  |
| باطلة/أصوات فارغة         | 7,876     | –     |
| المجموع                   | 8,357,560 | 100   |
| الناخبون المسجلون/الإقبال | 8,402,321 | 99.47 |
| مصدر: Direct Democracy    |           |       |